# Łada Priora
Łada Priora (ros. Лада Приора) – model kompaktowego samochodu osobowego produkowanego przez rosyjskie zakłady AwtoWAZ. Model ten po raz pierwszy został zaprezentowany na targach samochodowych w Moskwie w 2003 roku, zaś zadebiutował na rynku rosyjskim 21 marca 2007 roku, na rynku europejskim model ten był oferowany od 2008 roku. Pod koniec 2015 roku zakończono produkcję Priory w wersjach nadwoziowych hatchback oraz kombi, natomiast w ofercie pozostawiono odmianę sedan, której produkcję zakończono w lipcu 2018 roku. 

## Opis modelu

### Łada 2170
W 2003 roku na Międzynarodowym Salonie Motoryzacyjnym w Moskwie zaprezentowano pierwszy prototypowy egzemplarz następcy produkowanej od 1996 roku Łady 110. Jednak Priora nie jest w pełni nową konstrukcją, lecz głęboko posuniętą modernizacją swojej poprzedniczki. Główny nacisk podczas prac projektowych skierowano na nadwozie pojazdu, którego głównym projektantem jest Jewgienij Łokonow, szef centrum designu koncernu AvtoVAZ. W przedniej części nadwozia zastosowano nowy zderzak, atrapę wlotu powietrza, lampy oraz maskę silnika. Natomiast w części tylnej zastosowano nowy zderzak, klapę bagażnika, lampy kierunkowskazów i świateł "Stop". Zmiany z przodu oraz tyłu pojazdu doprowadziły do zastosowania nowych błotników przednich oraz tylnych, dzięki czemu udało się zmniejszyć krawędź załadunku bagażnika oraz zwiększyć sztywność tylnej części nadwozia poprzez pogrubienie słupków "C".
Wnętrze pojazdu zostało całkowicie od nowa stworzone przez włoską firmę AE Design. Dzięki zastosowaniu nowej deski rozdzielczej, boczków drzwiowych oraz innych materiałów wykończeniowych udało się zerwać z przestarzałą i mało atrakcyjną stylizacją wnętrza serii modelowej 110/111/112.
Oprócz modernizacji nadwozia i wnętrza dokonano zmian w układzie jezdnym, hamulcowym oraz chłodzenia.
Do napędu nowego modelu marki Łada zastosowano silniki benzynowe 1.6 8V (oznaczenie WAZ-21116) o pojemności skokowej 1596 cm³ i mocy maksymalnej 81 KM oraz 1.6 16V (oznaczenie WAZ-21126) o pojemności 1596 cm³ i mocy maksymalnej 98 KM. Jednostki napędowe zblokowane zostały z 5-biegową, manualną skrzynią biegów.
Produkcję seryjną modelu Łada Priora w wersji sedan o oznaczeniu wewnętrznym WAZ-2170 oraz eksportowym Łada-2170 rozpoczęto dopiero w marcu 2007 roku po prawie czteroletnich pracach przygotowawczych i badawczych. 
Priora oferowana jest w trzech wersjach wyposażenia: "Standard", "Norma" oraz "Luks". Wyposażenie standardowe Łady 2170 i 2172 stanowi wspomaganie kierownicy, elektrycznie sterowane lusterka, elektrycznie sterowane szyby w przednich drzwiach, centralny zamek, immobiliser oraz poduszka powietrzna dla kierowcy. Najbogatsza wersja wyposażana jest dodatkowo w system ABS oraz poduszkę powietrzną dla pasażera.

### Łada 2172
W 2004 roku dokonano pierwszej prezentacji modelu Łada Priora Hatchback, o oznaczeniu wewnętrznym WAZ-2172, będącą kolejną odmianą nadwoziową samochodów rodziny Priora. W samochodzie tym dokonano analogicznych zmian jak w odmianie sedan o oznaczeniu 2170. Do napędu tej wersji przewidziano jednak wyłącznie silnik 1.6 16V o mocy 98 KM, który zblokowany został z 5-biegową manualną skrzynią biegów. Produkcję seryjną Priory hatchback rozpoczęto w lutym 2008 roku. Na rynkach eksportowych model ten nosi nazwę Łada 2172.

### Łada 2171
W październiku 2008 roku na Salonie Motoryzacyjnym w mieście Krasnodar zaprezentowano odmianę kombi tej serii modelowej o oznaczeniu Priora Unieversal (WAZ-2171). W stosunku do swojego poprzednika Łady 111 znacząco zwiększono grubość słupka "C", dzięki czemu udało się uzyskać wyższą sztywność nadwozia auta. Poza tym wszelkie zmiany przeprowadzone w tej odmianie są analogiczne jak w wersjach 2170 i 2172. W grudniu 2008 roku wyprodukowano pierwszą przed seryjną serię testową Priory Universal. Produkcję seryjną tej wersji nadwoziowej rozpoczęto 27 maja 2009 roku. Na rynkach zagranicznych model ten będzie oferowany jako Łada 2171.

### Łada 2170 Sport
W sierpniu 2009 roku na salonie motoryzacyjnym Interawto 2009 w Moskwie zaprezentowano odmianę sedana 2170 o sportowym charakterze i oznaczeniu handlowym Priora Sport, a wewnętrznym WAZ-2170 Sport. W modelu tym w stosunku do wersji standardowej zastosowano nowy zderzak przedni ze zintegrowanym spoilerem, nowy zderzak tylny oraz spoiler na klapie bagażnika. Zmianom uległo również wnętrze pojazdu, poprzez zastosowanie częściowo obszytych skórą foteli kubełkowych oraz kierownicy i gałki dźwigni zmiany biegów obszytych skórą. Do napędu Priory Sport zastosowano silnik 1.6 16V o pojemności skokowej 1596 cm³ i mocy maksymalnej 125 KM. Jednostka napędowa zblokowana została z 5-biegową manualną skrzynią biegów. 

### Łada 21708 Premier
W 2008 roku należąca do koncernu AvtoVAZ firma Super-Avto, rozpoczęła małoseryjną produkcję modelu Łada 21708 Premier. Auto to stanowi przedłużoną o 175 mm odmianę sedana Łada 2170. Do napędu tej wersji rodziny Priora wykorzystywany jest, produkowany w niewielkich ilościach silnik benzynowy 1.8 16V (oznaczenie WAZ-21128) o pojemności skokowej 1796 cm³ i mocy maksymalnej 100 KM. Jednostka ta zblokowana jest z 5-biegową manualną skrzynią biegów.

### Łada Priora WTCC
Wyścigowy model wykorzystywany w serii FIA WTCC. Pojazd ten zbudowany został na bazie nadwozia samochodu Łada 2170 oraz podzespołów swojego wyścigowego poprzednika Łady 110 2.0 WTCC. Do napędu wyścigowej wersji rodziny Priora zastosowano silnik Opla (oznaczenie C20XE) o pojemności skokowej 1999 cm³ i mocy maksymalnej 280 KM. Jednostka napędowa zblokowana została z 6-biegową sekwencyjną skrzynią biegów Hewland HGT. W układzie elektronicznym auta zastosowano system sterowania pracą silnika Motec M880 Pro. Nadwozie wersji wyścigowej w stosunku do modelu seryjnego zostało wyposażone w błotniki wykonane z tworzywa sztucznego oraz klatkę bezpieczeństwa.

## Galeria

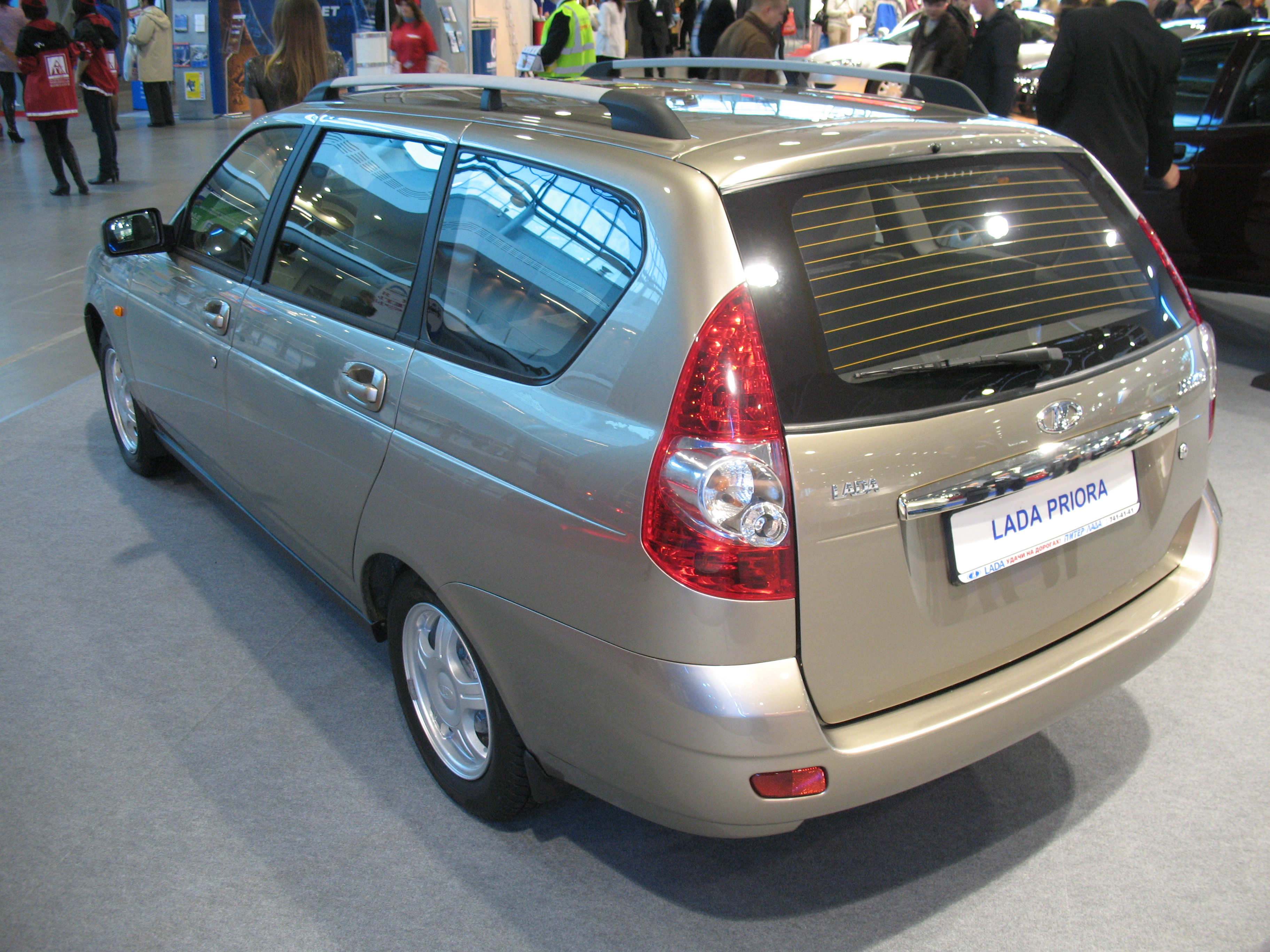
Łada Priora 2171
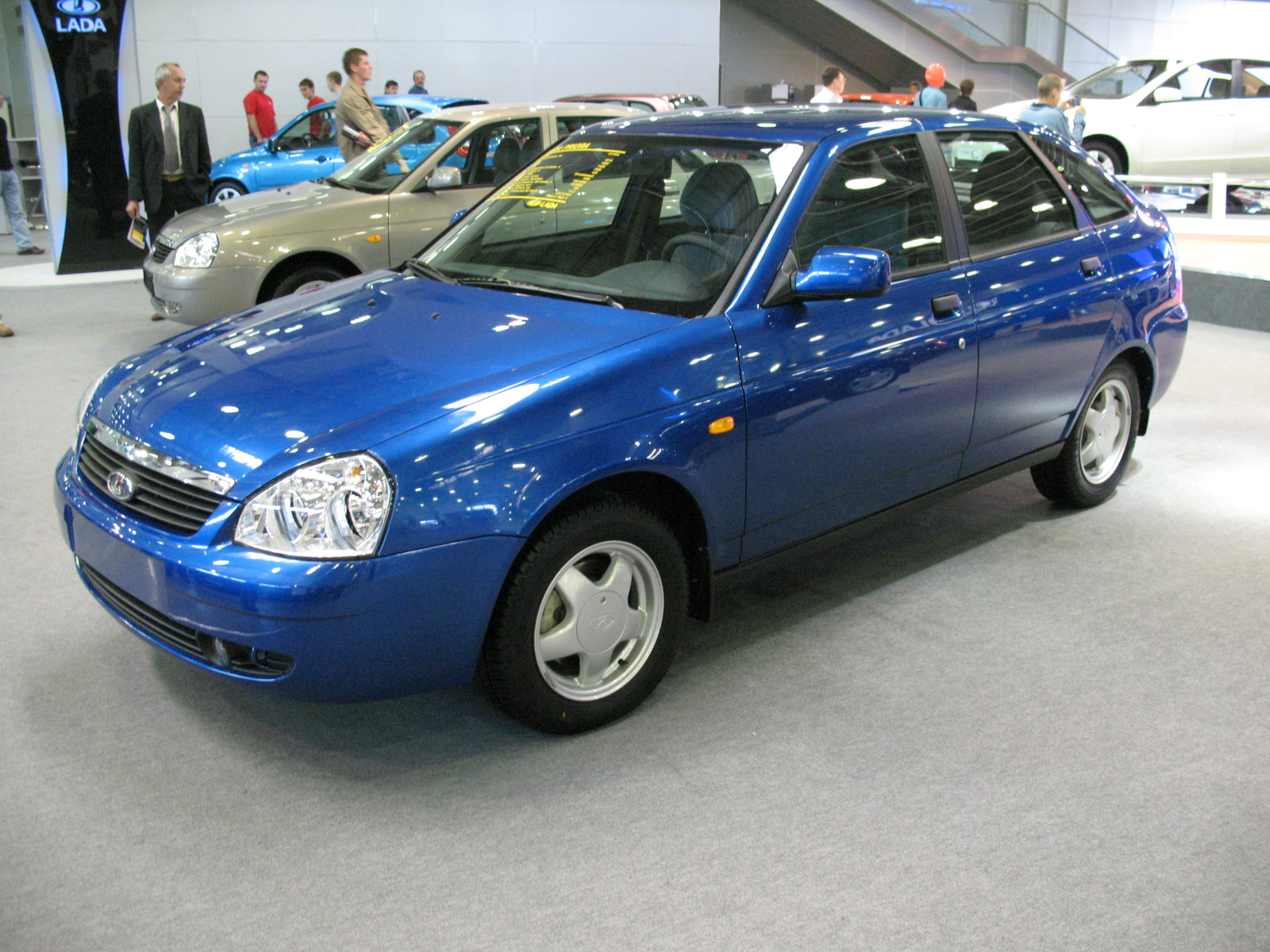
Łada Priora 2172
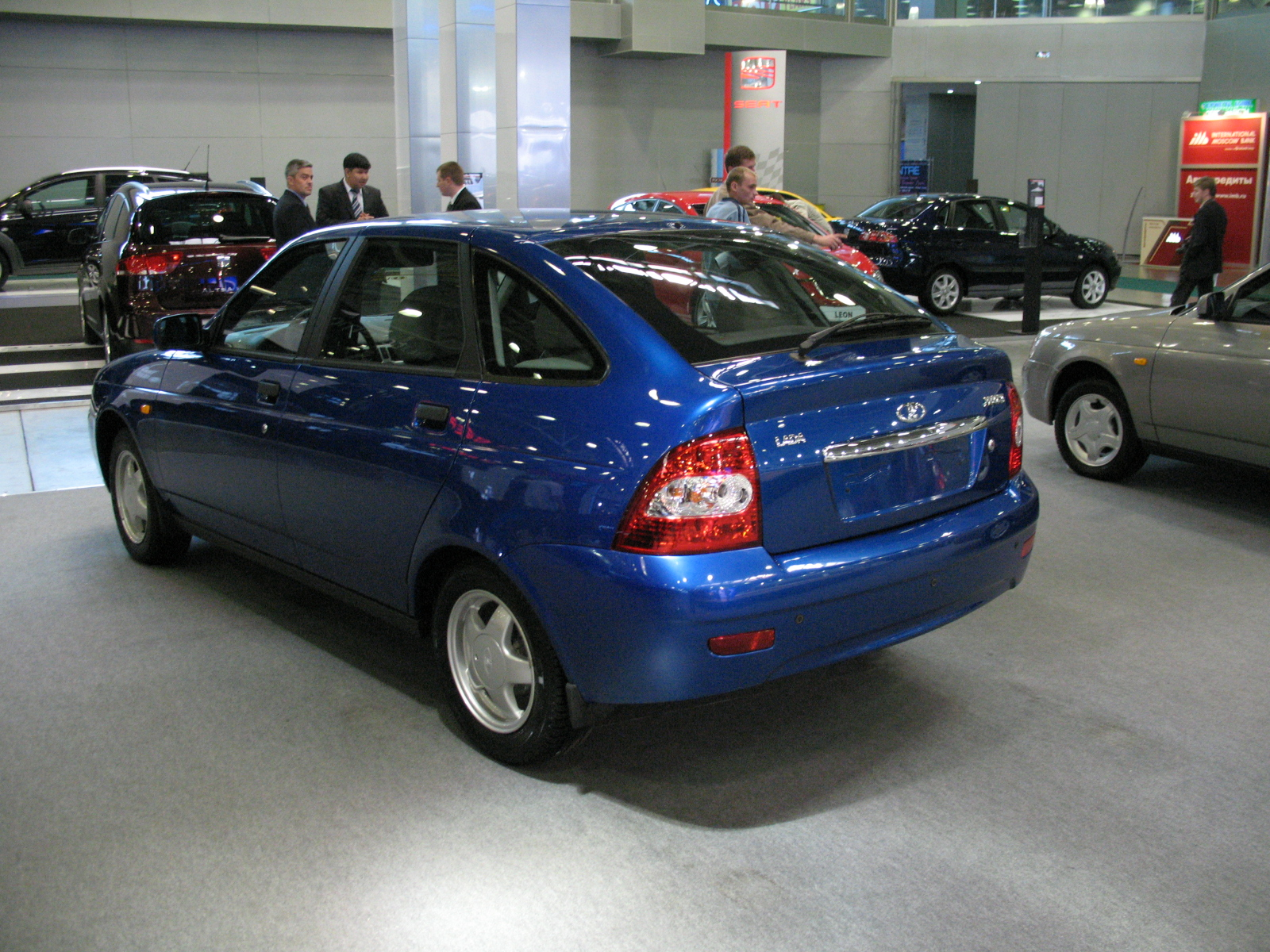
Łada Priora 2172 – tył pojazdu
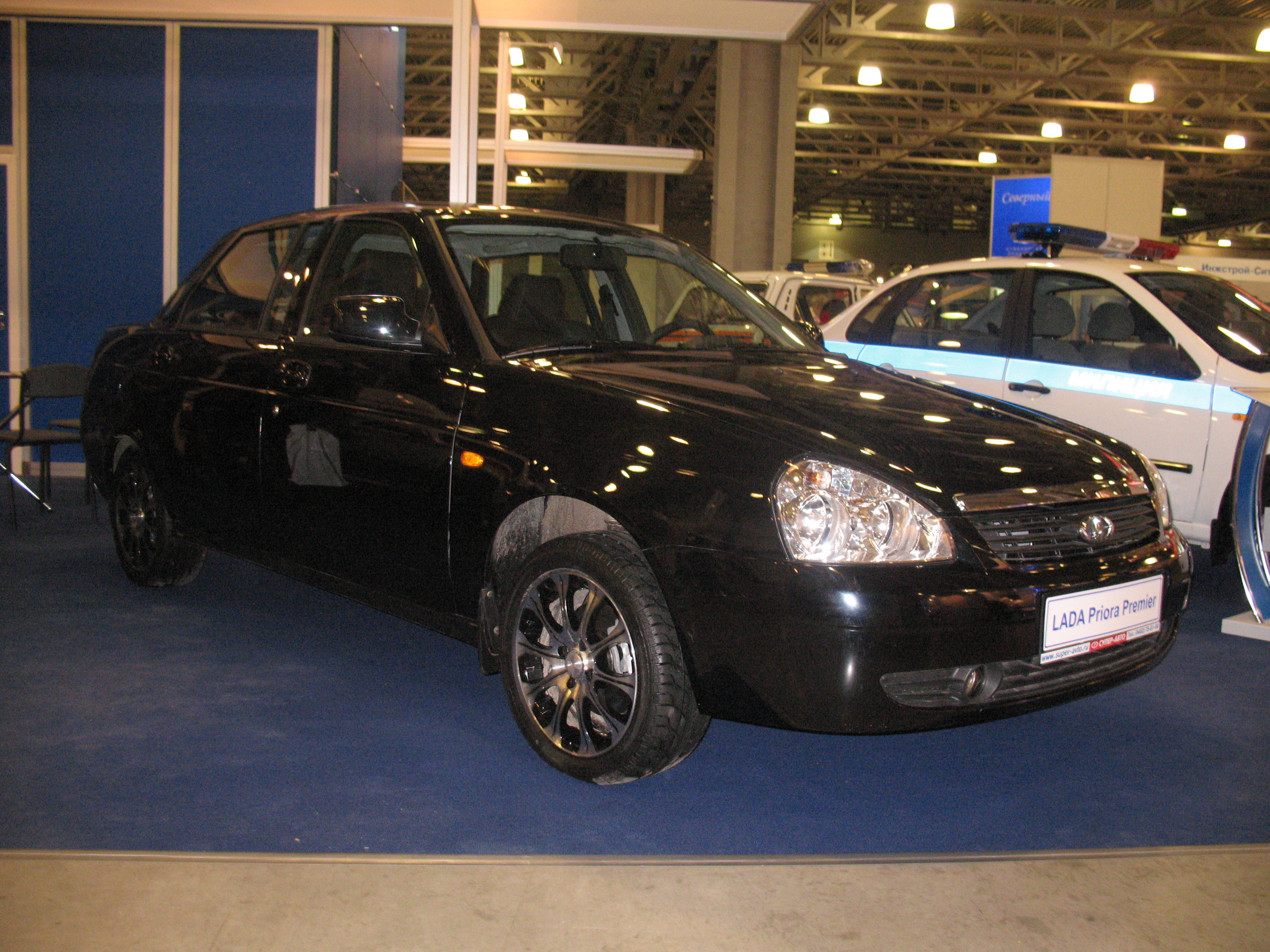
Łada Priora Premier
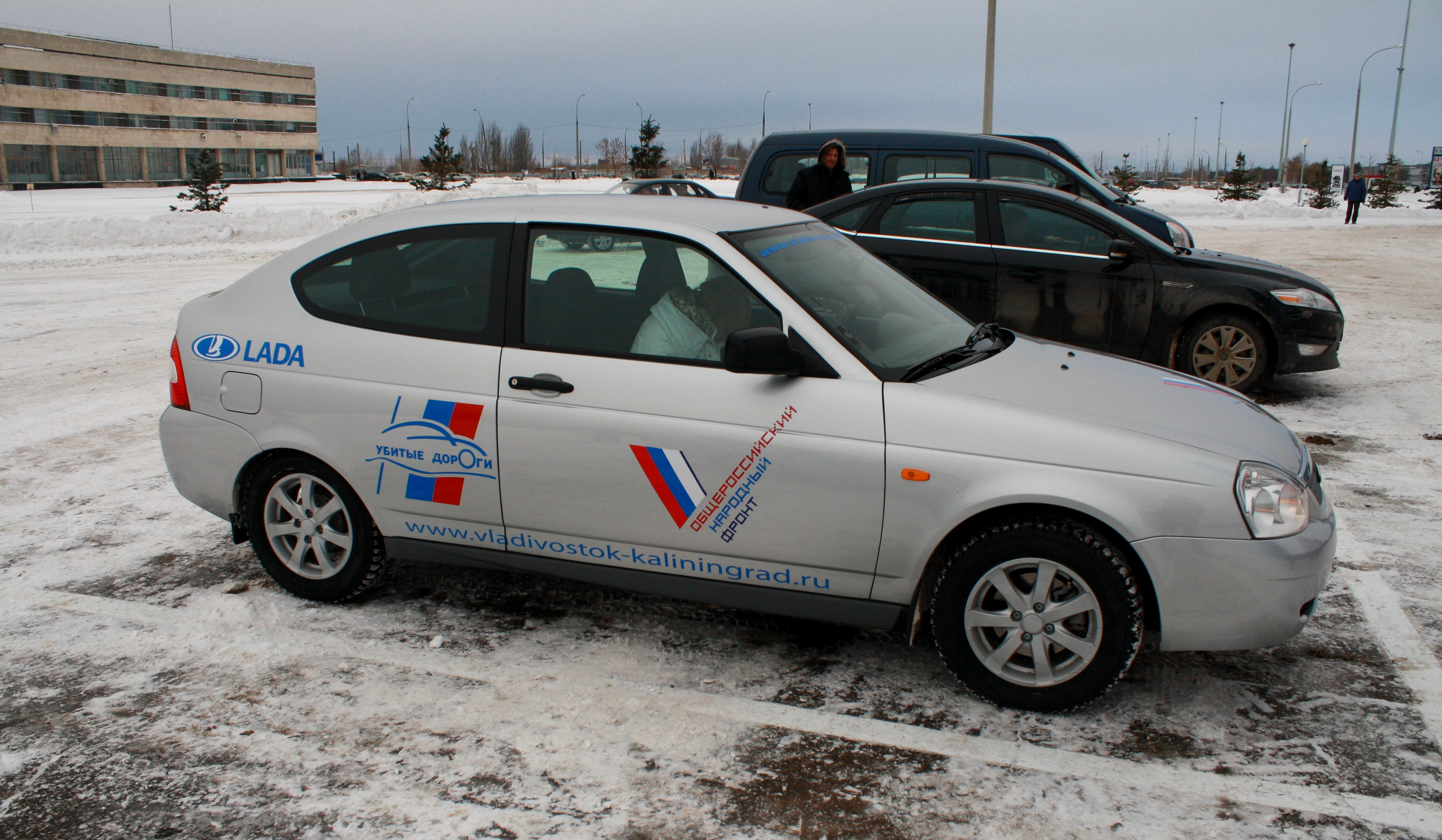
Łada Priora Coupé